# Восток-Запад
«Восток-Запад» (фр. Est-Ouest) — художественный фильм режиссёра Режиса Варнье совместного производства Франции, Болгарии, Украины, России и Испании 1999 года.
Фильм снят по мотивам автобиографической книги Нины Кривошеиной «Четыре трети нашей жизни».

## Сюжет
…Июнь 1946 года. На адреса посольств СССР во Франции, Болгарии, Югославии приходит сообщение…
«Всем бывшим подданным Российской империи, покинувшим Россию после Революции 1917 года, всем, кто того желает, будет выдан советский паспорт. Новые граждане СССР могут просить о репатриации на Родину».

Тысячи из них вернулись домой, — последние путники мрачного лихолетья, которое оставило на дорогах Европы более тридцати миллионов мужчин, женщин и детей.
Фильм описывает события конца 1940-х годов, когда на волне послевоенного патриотизма многие русские эмигранты репатриировались в СССР. Русский — Алексей Головин с женой (француженкой Мари) и сыном Сергеем, приехав в СССР, воочию столкнулись с жуткими реалиями сталинского тоталитаризма. Почти всех прибывших с ними на пароходе отправили в лагеря или расстреляли.
Алексея, его жену и сына поселяют в коммунальной квартире в Киеве. Новые соседи относятся к иностранцам подозрительно. Мари не может привыкнуть к этой жизни, она хочет вернуться во Францию, но Алексей объясняет, что попроситься назад — значит косвенно осудить советский строй и попасть под подозрение, что означает арест для них и детский дом для их сына. Лишь старшая по квартире, Анастасия Александровна, дворянка по происхождению, бывшая хозяйка квартиры, знающая французский язык старается утешить Мари. Но это оборачивается бедой — на неё доносят, её забирают на глазах у внука. Во время заключения, она умирает. Её внук Саша вначале обвиняет новых соседей во всех бедах своей семьи, но потом постепенно начинает сближаться с этой семьёй. Он играет с сыном Головиных Серёжей, и всё больше интересуется Мари. На Алексея имеет виды соседка Ольга, осведомительница МГБ, и он вступает с ней связь, поспешно разрывая ее, чем наживет в лице женщины опасного врага.
Мари, находящаяся в постоянном страхе в незнакомой для себя стране, влюбляется в Сашу. Саша — талантливый спортсмен-пловец, однако из-за репрессированной бабушки он не может построить полноценную спортивную карьеру. Даже выезд на соревнования в Вену Саше запрещают.
Мари устраивается работать костюмершей в хор Киевского военного округа под руководством полковника Бойко. Она всё дальше отдаляется от Алексея и погружается в головокружительный роман с Сашей. Понимая, что карьеру в СССР Саше будет построить проблематично, они разрабатывают план побега из СССР. Вначале предполагается, что их спрячет на своем судне капитан турецкого торгового судна, отбывающего из Одессы. Но этот план ломается и тогда Саша решает самостоятельно вплавь добраться до нейтральных вод, где его подберёт турецкий рыболовецкий траулер. Саше удаётся этот план и он сбегает из СССР. Ему оказывает покровительство французская оперная певица Габриэль Девелье, знакомая Мари, приезжавшая на гастроли в СССР. Саша требует от неё, чтобы та помогла выехать из СССР и Мари с сыном. Но та объясняет, что это невозможно и что во Франции Саше, как беженцу, находиться нет возможности — его примет Канада.
Мари обвиняют в организации побега Саши и арестовывают. Алексею рассказывают о любовной связи Мари и Саши и предлагают отречься от жены. Он категорически отказывается. Мари отправляют в лагерь.
Проходит шесть лет. 1954 год. Начало хрущёвской оттепели. Мари амнистируют и выпускают. У ворот лагеря её встречают Алексей и повзрослевший Серёжа. Теперь им приходится заново строить семью — между ними взаимное горе. За это время Алексей продвинулся по службе, из коммуналки они переехали в отдельную квартиру. Мари вновь возвращается на работу в хор, под начало полковника Бойко.
Прошло два года. Хору предстоят гастроли в Болгарии. Узнав об этом, свою поездку в Софию планирует и Габриэль Девелье. Алексей разрабатывает план, чтобы во время гастролей Мари и Серёжа скрылись во французском посольстве в Болгарии и перебрались на родину. В этом им должна помочь Габриэль. Мари узнаёт о плане мужа в последнюю минуту и просит Алексея ехать вместе с ними. Но тот объясняет, что это невозможно — он советский гражданин и его выдадут обратно. А другой возможности вернуться во Францию у Мари не будет. Несмотря на большую опасность, план срабатывает. Сбежав из гостиницы, Мари и Серёжа в сопровождении Габриэль, преодолев полицейский пост, скрываются во французском посольстве.
Узнав о случившемся, коллеги Алексея спрашивают у него: был ли он в курсе планов жены. Алексей отвечает отрицательно и говорит, что до последнего верил, что они вернутся. Алексей и военный хор возвращаются в СССР, Мари с Серёжей пересекают болгарско-греческую границу и оказываются на Западе. В финальном титре сообщается, что Алексею было разрешено уехать во Францию только в годы перестройки, в 1987 году.

## В ролях

### В главных ролях
- Сандрин Боннэр — Мари Головина, француженка, жена Алексея
- Олег Меньшиков — Алексей Головин, врач, русский эмигрант, муж Мари
- Катрин Денёв — Габриэль Девеле, актриса
- Сергей Бодров-мл. — Саша Васильев, спортсмен, любовник Мари
- Татьяна Догилева — Ольга, соседка Головиных по коммунальной квартире, любовница Алексея, информатор МГБ.

### В ролях
- Богдан Ступка — Бойко, полковник, дирижёр военного хора
- Лариса Ступка — супруга полковника Бойко
- Рубен Тапьеро — Серёжа (7 лет)
- Эрван Байно — Серёжа (14 лет) (в титрах — Эруан Байно)
- Григорий Мануков — Пирогов (озвучивал Никита Семёнов-Прозоровский)
- Меглена Караламбова — Нина Фёдоровна (озвучивала Ольга Сирина)
- Атанас Атанасов — Виктор Сергеевич (в титрах — Атанас Атанассов) (озвучивал Александр Рахленко)
- Таня Массалитинова — Анастасия Александровна (озвучивала Светлана Старикова)
- Валентин Ганев — Володя Петров (озвучивал Юрий Маляров)
- Николай Бинёв — Сергей Васильевич Козлов (озвучивал Борис Быстров)
- Рене Фере — посол Франции
- Даниель Мартин — турецкий капитан
- Юбер Сен Макари — советник посольства
- Жорис Казанова — Фабиани
- Жоэль Шапрон — переводчик в театре
- Франсуа Карон — полицейский в Париже
- Мария Верди — костюмерша
- Иван Савов — средний Петров
- Александр Столярчук — младший Петров
- Таня Люцканова — жена инвалида
- Юрий Яковлев — старик в коммуналке
- Малин Крастев — пьяница
- Иван Петров — инвалид
- Дети в коммуналке
  - Стефан Младенов
  - Евгения Ангелова
  - Мак Маринов
- Виара Табакова — жена пьяницы
- Дмитрий Николов — водитель грузовика
- Алексей Вертинский — сотрудник МГБ
- Пётр Панчук — отец Георгий
- Калин Яворов — Леонид Сергеевич Козлов, сын Сергея Козлова
- Михаил Ганев — Дмитрий
- Банко Банков — следователь
- Робин Кофалиев — 1-й офицер
- Пламен Манассиев — 2-й офицер
- Максим Генчев — первый секретарь Киевского горкома КПСС
- Крассимир Ранков — Андрон
- Эмиль Марков — кавказец
- Неонила Белецкая — Ирина
- Игорь Караленко — опоздавший танцор
- Олег Лисогор — Анатолий
- Тамара Александрова — отборщица
- Иордан Господинов — таксист
- Валентин Танев — полицейский
- Александр Стоянов — офицер КГБ
- Цветана Мирчева — работница завода

## Съёмочная группа
- Авторы сценария:
  - Сергей Бодров-ст.
  - Рустам Ибрагимбеков
  - Луи Гардель
  - Режис Варнье
- Режиссёр-постановщик: Режис Варнье
- Композитор: Патрик Дойл
- Оператор-постановщик: Лоран Дайан (A.F.C.)
- Художники-постановщики:
  - Владимир Светозаров
  - Алексей Левченко
- Режиссёр монтажа: Эрве Шнейд (A.C.E.)
- Болгарский симфонический оркестр, SIF 309, Болгарское национальное радио
  - Дирижёр: Джеймс Ширмэн
- Соло на фортепиано: Эмануэль Акс
- Ансамбль песни и пляски украинской армии
  - Художественный руководитель: Виталий Холовчук
- Продюсеры:
  - Ив Мармион (UGC YM)
  - Игорь Толстунов (НТВ-Профит)
- Копродюсер: Александр Роднянский (Студия 1+1)

## Награды и номинации
| Премия                                          | Категория                                | Лауреаты и номинанты | Результаты |
| ----------------------------------------------- | ---------------------------------------- | -------------------- | ---------- |
| «Золотой глобус-2000»                           | Лучший фильм на иностранном языке        | Режис Варнье         | Номинация  |
| «Оскар-2000»                                    | Лучший фильм на иностранном языке        | Режис Варнье         | Номинация  |
| «Сезар-2000»                                    | Премия «Сезар» за лучший фильм           |                      | Номинация  |
| «Сезар-2000»                                    | Премия «Сезар» за лучшую женскую роль    | Сандрин Боннер       | Номинация  |
| «Сезар-2000»                                    | Премия «Сезар» за лучшую режиссуру       | Режис Варнье         | Номинация  |
| «Сезар-2000»                                    | Премия «Сезар» за лучшую музыку к фильму | Патрик Дойл          | Номинация  |
| МФ фильмов о правах человека «Сталкер» (Москва) | Приз «Сталкер»                           | Александр Роднянский | Победа     |

## Факты
- Основное действие фильма разворачивается в послевоенном Киеве: героев поселили в знаменитый двор с аистами, что на улице Лютеранской. Натурные съемки фильма проводились в Киеве, Одессе и Софии.
- Одна из сцен фильма Брайана Де Пальма «Роковая женщина» (2002) по сюжету происходит на Каннском фестивале во время премьеры фильма «Восток-Запад».
- Олег Меньшиков играл свою роль, не зная французского языка, — он разучивал свою роль полностью на слух. После каждого съёмочного дня он учил французский текст, записанный ему ассистентом русскими буквами, для съёмок следующего эпизода.